# Gonomyia macintyrei
Gonomyia macintyrei är en tvåvingeart som beskrevs av Alexander 1937. Gonomyia macintyrei ingår i släktet Gonomyia och familjen småharkrankar.
Artens utbredningsområde är Ecuador. Inga underarter finns listade i Catalogue of Life.